# 下貝伊卡鄉
46°44′N 24°48′E / 46.733°N 24.800°E
下貝伊卡鄉（羅馬尼亞語：Comuna Beica de Jos, Mureș），是羅馬尼亞的鄉份，位於該國中部，由穆列什縣負責管轄，面積46平方公里，海拔高度451米，2007年人口2,237，人口密度每平方公里49人。